# A Woman, a Gun and a Noodle Shop

A Woman, a Gun and a Noodle Shop (Sānqiāng Pāi'àn Jīngqí) est un film chinois réalisé par Zhang Yimou, sorti en 2009. C'est le remake de Sang pour sang (Blood simple) des Frères Coen.

## Fiche technique
- Titre : A Woman, a Gun and a Noodle Shop
- Titre original : Sānqiāng Pāi'àn Jīngqí
- Réalisation : Zhang Yimou
- Scénario : Jianquan Shi et Jing Shang d'après les Frères Coen
- Pays d'origine : Chine
- Format : Couleurs - 2,35:1 - Dolby Digital - 35 mm
- Genre : Comédie dramatique
- Durée : 95 minutes
- Date de sortie : 2009

## Distribution
- Sun Honglei : Zhang
- Xiao Shen-yang : Li
- Ni Yan : femme de Wang
- Ni Dahong : Wang
- Cheng Ye : Zhao
- Mao Mao : Chen
- Zhao Benshan : le capitaine
- Ran Cheng : prisonnier
- Julien Gaudfroy : vendeur perse
- Huang Shuo : prisonnier
- Li Wenting : prisonnière
- Sisi Wang : prisonnière
- Na Wei : persane